# Витомир Богић
Витомир Богић Циле (Београд, 16. март 1887 — Витербо код Рима, 17. новембар 1943) био је српски и југословенски глумац и режисер, првак драме Народног позоришта у Београду.

## Биографија
Његов отац Алимпије Богић, био је кум Милутина Гарашанина и зет Николе Христић. Име мајке није познато, исто као ни многи други подаци везани за његов лични живот.
Одмалена је развијао љубав према позоришту. Отац је, после кнеза Михаила први дао прилог за зидање зграде Народног позоришта, а касније је током неколико година био претплаћен на ложу број 3 у партеру позоришта, па га је мајка често водила на вечерње представе.
Када је био пети разред гимназије основао је ђачко позориште у шупи у дворишту своје куће (1901). Међутим, током пробе једног позоришног топа шупа се запалила и изгорела. Затим је основано Омладинско драмско позориште (1906—1908) јавног карактера у дворишту Певачког друштва у Бранковој улици. Позорница је направљена од сандука и цигала, кулисе од креветских чаршава. Позориште је било веома популарно нарочито меу младима, али су га посећивали и Риста Одавић и Станислав Бинички, што је чинило посебну част. Друштво је имало своје статуте, дирекцију, редитеље и благајну. У паузама између чинова представе свирао је ђачки оркестар „Јавор”.
Године 1907. ансамбл су чинили углавном студенти, међу којима су били и будући великани српске и југословенске сцене, као што су Миодраг Ристић, Владета Драгутиновић, Радослав Веснић, Драга Милојевић, Радован Бојић, Милева Бошњаковић, Даринка Барјактаревић-Тоскић.
Због великог ангажовању у позоришту попустио је са оценама, почео је да глуми и на часовима, посебно веронауке, због чега је често избациван са часова, а од предмета му се свиђала једино историја.
Завршио је четири разреда основне и шест разреда гимназије, а након тога Трговачку академију у Љубљани.
Након завршеног школовања кратко време је био запослен као чиновник Извозне банке.
Септембра 1906. је постао привремени члан ансамбла Народног позориште у Београду. У наредне две године је остварио двадесет најразличитијих улога. У позоришту је врло брзо почео да добија главне улоге. Посебно се истакао улогом Хљестакова у Гогољевом „Ревизору” 1907. године. Након тога му је тадашњи управник Народног позоришта Риста Одавић, крајем 1907. године помогао да као питомац годину дана ради усавршавањеа глуме и студирања режије у Минхену, код познатог редитеља и глумца Јоце Савића.
По повратку са студија, његов отац, сматрајући да је за породицу срамота да један Богић буде комедијаш и покушао је да га одврати од глуме, а у ту сврху се за помоћ обраћао и управнику Народног позоришта. Међутим, чак ни интервенција једног угледног грађанина као што је био његов отац, није могла да га одврати од глуме, па ни одлуку Управе Нарадног позоришта да га 1909. био уврсти у свог редовног члана ансамбла Народног позоришта. Затим је августа 1909. отишао на шестомесечно одслужење војне обавезе.
Залагао се за подизање друштвеног ранга глумаца и против скадарлијске генерације глумаца који су пропадали у кафанама. Због полемичке брошуре у којој је критиковао глумачку управу Милорада Гавриловића, 1910. године је отпуштен из Народног позоришта. Вратио се након смене управе.
Године 1910. је отишао у Осјек, где је ангажован да путем уметности пласира Српско-хрватске коалиције. Међутим, убрзо су га Аустроугарске власти протерале натраг у Србију.
У Паризу је 1911. започео студије режије у француској комедији. Студије је прекинуо због ратова 1912—1918. Учествовао је у оба Балкански ратовиБалканска рата, као коњички потпоручник. Бори се у Куманову, при заузећу Велеса, у Бици код Прилепа, на Бој на Бакарном гумну, на Злетовској реци, на Коти 650 и код Кочана, после чега је одликован за храброст. Учествовао је и у Првом светско рат, када је такође испољио особиту храброст и добио висока признања и унапређења.
Након рата је наставио студије у Паризу.
Након завршених студија и пошто је обишао више европских позорница се вратио у Народно позориште, где је постао члан, као глумац и редитељ (1920—1921), а након тога је био директор и редитељ Српског народног позоришта (1921/1922). У Новом Саду је остварио 26 режија и 15 улога.
Након тога се вратио у Народно позориште, где је остварио око 70 улога, од којих су оне најзапаженије забележене у дневној штампи.
Био је први радиофонијски глумац. Прво радио-драмско извођење у улози Сирана, рецитујући његову омиљену „Баладу о пољупцу” из „Сирана де Бержерака”, Едмона Ростанова, а затим и „Дубровачког мадригала”, Јована Дучића, емитовано је широм земље 19. септембра 1924. године на Радио Београду, из Хрватске штедионице.
Био је активан у Удружењу глумаца, као његов председник. Посебно је заслужан за обнову позоришта „Мањеж“, које је изгорело у пожару 1927. године.
У Народном позоришту је 6. новембра 1929. прославио двадесетпетогодишњицу глумачког рада режијом и тумачењем главне улоге у комедији „У новој кожи”, Етјена Реја (фр. Étienne Rey).
У сезони 1934/1935 је био редитељ и управник Секције за Дунавску бановину позоришта, путујућег карактера у сарадњи са Народним позориштем у Београду. Ансамбл је чинило 25 најбољих глумаца, већином глумаца из Српског народног позоришта, пожаревачког и београдског Народног позоришта, а повремено су учествовали и глумци из других позоришта. У том периоду Богић је остварио 15 режија и 7 улога.
Од 1937. до 1941. био је управник и редитељ Народног позоришта Зетске бановине на Цетињу.
Априла 1941. у Цетињу је заробљен као резервни потпуковник и време од почетка Другог светског рата, до смрти је провео у заробљеништву у Италији. У логору у Аверси организовао логорско позориште, заједно са групом љубитеља позоришта, Миливојем Кнежевићем, који му је помагао као писац и драматург, Павлом Васићем, Божидаром Монашевићем, глумцем и аутором многих комада из народног живота и Рајком Јовановићем, инежењерским поручником, који је водио хор, и другима. У логору је постојао одбор за уређење културног живота, као део логорског универзитета. Прва позоришна представа, један чин из комада „Ђидо”, Јанка Веселиновића је изведена 1. децембра 1941. године. Представе су даване током читаве године, на импровизованој сцени у трпезарији логора, која је на јесен 1942. преуређена.
На пролеће 1943. је пребачен у војну болницу у Казерти, па у болницу у Аквапенденти.
Умро је у једној манастирској болници.

## Филмографија
- Карађорђе - 1911, најстарији српски филм у режији Илије Станојевића.

## У његову част
На предлог управе Народног позоришта је одликован је Ореденом Светог Саве IV реда, а током Балканских ратова 1912—1913 Сребрном и Златном медаљом за храброст.
Награда „Витомир Богић“ Драмског програма Радио Београда, која је установљена 2002. године. Додељује се за разне области радиофонијског стваралаштва, а чине је повеља у облику диска са снимљеним радиофонијским делом и плакете са ликом Витомира Богића, рад академског вајара Мирољуба Стаменковића.

## Породица
Развео се 1920/1921 и издржавао троје деце: Катарина (1911), Јелена (1912) и Боривоје (1914).